# Блобель, Пауль
Пауль Вильгельм Герман Блобель (нем. Paul Wilhelm Hermann Blobel; 13 августа 1894, Потсдам, Германская империя — 7 июня 1951, Ландсбергская тюрьма) — штандартенфюрер СС, командир зондеркоманды 4a, входившей в состав айнзацгруппы C, осуществлявшей массовые убийства в Бабьем Яру, руководитель зондеркоманды 1005. После войны предстал перед американским военным трибуналом в Нюрнберге, где был приговорён к смертной казни и повешен.

## Биография
Пауль Блобель родился 13 августа 1894 года в Потсдаме. Вырос в Ремшайде, где посещал школу, и где с 1912 года преподавал в качестве каменщика и плотника. С 1912 по 1913 года изучал архитектуру в королевской прусской строительной школе в Эльберфельде и до 1914 года работал плотником. После начала Первой мировой войны поступил на службу в армию в инженерно-сапёрное подразделение. В конце войны носил звание вицефельдфебеля. С 1919 года был безработным и снова жил в Ремшайде. Тем не менее он продолжил изучать архитектуру в государственной строительной школе, закончив обучение в августе 1920 года. С 1921 года работал на различных предприятиях, а в 1924 году стал архитектором в Золингене. С 1929 года после начала мирового экономического кризиса Блобелю больше не поступали заказы и с 1930 по 1933 года он был безработным в Золингене. 1 декабря 1931 года вступил в НСДАП (билет № 844662), а в январе 1932 года был зачислен в ряды СС (№ 29100).
С 1933 по 1935 год работал в городской администрации Золингена. В июне 1935 года был принят в службу безопасности (СД) и быстро сделал там карьеру, став начальником подразделения в Дюссельдорфе. В 1938 году был координатором по изъятию материалов из разрушенных синагог Золингена, Вупперталя и Ремшайда.
После начала войны против СССР в июне 1941 года был назначен командиром зондеркоманды 4a в составе айнзацгруппы C, действующей в тыловом районе группы армий «Юг». До января 1942 года зондеркоманда уничтожила 60 000 человек, включая 30 000 евреев в Бабьем Яру под Киевом. В раппортах из СССР за этот период зондеркоманда проинформировала о следующих расстрелах:
- В период с 22 июня по 29 июля 1941 года под Житомиром было расстреляно 2531 человек[6].
- с 22 июня по 29 июня 1941 года в городах Сокаль и Луцк было расстреляно 300 евреев и 317 коммунистов[7]
- летом 1941 года в Фастове было уничтожены все евреи в возрасте от 12 до 60 лет[8].
- 7 августа 1941 года на сенной площади в Житомире при непосредственном руководстве Блобеля был казнён народный судья Кипер и 402 еврея на кладбище[9].
- 19 сентября 1941 года в Иванкове с помощью местных коллаборационистов зондеркоманда ликвидировала 166 человек[10].
- 29 и 30 сентября 1941 года в Киеве совместно со штабом айнзацгруппы C и полицейскими подразделениями зондеркоманда 4a уничтожила 33 771 еврея в Бабьем Яру[11].
- В октябре 1941 года во время поездки из Варвы в Дедерев была остановлена группа из 32 цыган. Во время обыска их повозки была обнаружена немецкая амуниция, после чего группу казнили[10][12].
- 8 октября 1941 года в Яготине расстреляно 125 евреев.
- 23 ноября 1941 года в Полтаве было уничтожено 1538 евреев[13].

13 января 1942 года Блобель был снят с должности из-за плохого самочувствия, вызванного алкоголизмом. В марте 1942 года начальник главного управления имперской безопасности Рейнхард Гейдрих поручил Блобелю эксгумировать и сжечь останки сотен тысяч тел убитых евреев на оккупированных территориях СССР. Эту операцию (Sonderaktion 1005) удалось осуществить лишь частично из-за быстрого продвижения Красной армии.
Летом 1944 года возглавил айнзацгруппу Ильтис, воевавшую с партизанами в Каринтии, Северной Италии и Югославии.

### После войны
После войны с 1947 по 1948 год проходил обвиняемым на процессе по делу об айнзацгруппах. Ему было предъявлено обвинение в преступлениях против человечества, военных преступлениях и членстве в преступных организациях, а также вменялось в вину убийство 60 000 человек. Блобель на суде заявил, что его подразделением максимум было уничтожено не 60, а 10-15 тысяч человек. 9 апреля 1948 года суд признал его виновным по всем пунктам обвинения. 10 апреля 1948 года он был приговорён к смертной казни через повешение. 7 июня 1951 года приговор был приведён в исполнение. Последними словами Блобеля были: «Меня привели на виселицу вера и дисциплина».

## Награды
- Железный крест 1-го и 2-го класса.

## В культуре
- Один из персонажей романа Джонатана Литтелла «Благоволительницы».
- Один из персонажей романа Германа Вука «Война и память», по которому был поставлен одноимённый фильм, где эту роль сыграл Кеннет Колли[17].